# Каба (Хајду-Бихар)
Каба (мађ. Kaba) град је у Мађарској. Каба је један од важнијих градова у оквиру жупаније Хајду-Бихар. Град се налази дуж аутопута 4, отприлике 190 km од Будимпеште, главног града и 32 km западно од Дебрецина, седишта округа.

## Географски положај
Налази се у Алфолду, у јужном делу територије Хајдушага.
Суседна насеља: Хајдусобосло са североистока, Хајдусоват са истока, Тететлен са југоистока, Баранд са југ-југозапада, Писпекладањ са југозапада и Надудвар са северозапада. Налази се 32 километра јужно од седишта округа, Дебрецина.

## Историја
Насеље Каба је основано у време владавине Арпада. Први пут се помиње у Варади регеструму у вези са именима Чеке и Мад Кабаи, прва тапија која се односи на село позната је из 1355. године, из даровног писма краља Лајоша I, када је краљ поклонио Кабу, заједно са суседним Кешериеђхаз и село Соват, Михаљу Литерати.
Име Каба се поново јавља1527. године, у вези са турским порезима, када је пописана 41 глава породице у селу. Године 1594. село су спалили Татари, побивши целокупно тамо затечено становништво. Напуштено село које је раније припадало округу Саболч постало је део замка Кереки у власништву Бочкаја, а од тада је значило и припадност двема државама, пошто је округ Саболч био део краљевске Мађарске, а округ Бихар део Ердеља. Одатле је можда дошло и до назива насеља Вајда Каба, за разлику од Кабе у Куншагу, а уједно се односи на тадашња кнежевска имена војвода. Касније је његово име наведено и као Хајду Каба, а ердељски законик га је такође навео међу градовима Хајду.
Године 1608, као напуштено село, води се као власништво ердељских Банфија, али је касније пресељено, пошто је уврштено у попис становништва из 1692. заједно са хајдуовцима Кабе и Сасија, а затим заједно са Хајдуварима Бихара, постао је део домена Естерхазијевих, Дерецке. Владавина Естерхазија је такође довела до губитка Кабиних привилегија као Хајдувароса, његови становници су се 1719. године масовно преселили у Бекешсентандру. Његови становници су били стално у парници са господством, бивши Хајдуварошани су више пута заједно деловали против Естерхазијевих. Ни национално уређен Урбариум није донео мир становништву, наследна опозиција је укинута тек после еманципације кметова, 1865. године, уједно и нагодба господске ренте која је подразумевала продају имања Естерхазија.
Метеорит тежине 3 kg (7 lb) је 15. априла 1857. године, око 10 сати увече,  1857. године пао поред Кабе.
Железничка линија Каба–Нађудвар радила је од 1. јуна 1904. до 31. децембра 1971. године.
Шећерана у Каби се 2006. године затворила, што је значајно утицало на економски статус насеља.

## Становништво
Године 2001. 97% становништва насеља се изјаснило као Мађари, 3% Роми.
Током пописа 2011. 90,3% становника рекло је да су Мађари, 3,7% Роми (9,6% се није изјаснило, због двојног држављанства, укупан број може бити већи од 100%). 
Верска дистрибуција је била следећа: римокатолици 4,3%, реформатори 34%, гркокатолици 0,5%, неденоминациони 36,6% (23,6% није одговорило).

## Извор
- Gonda Ferenc: Kaba története